# Linn Selle
Pour les articles homonymes, voir Selle.

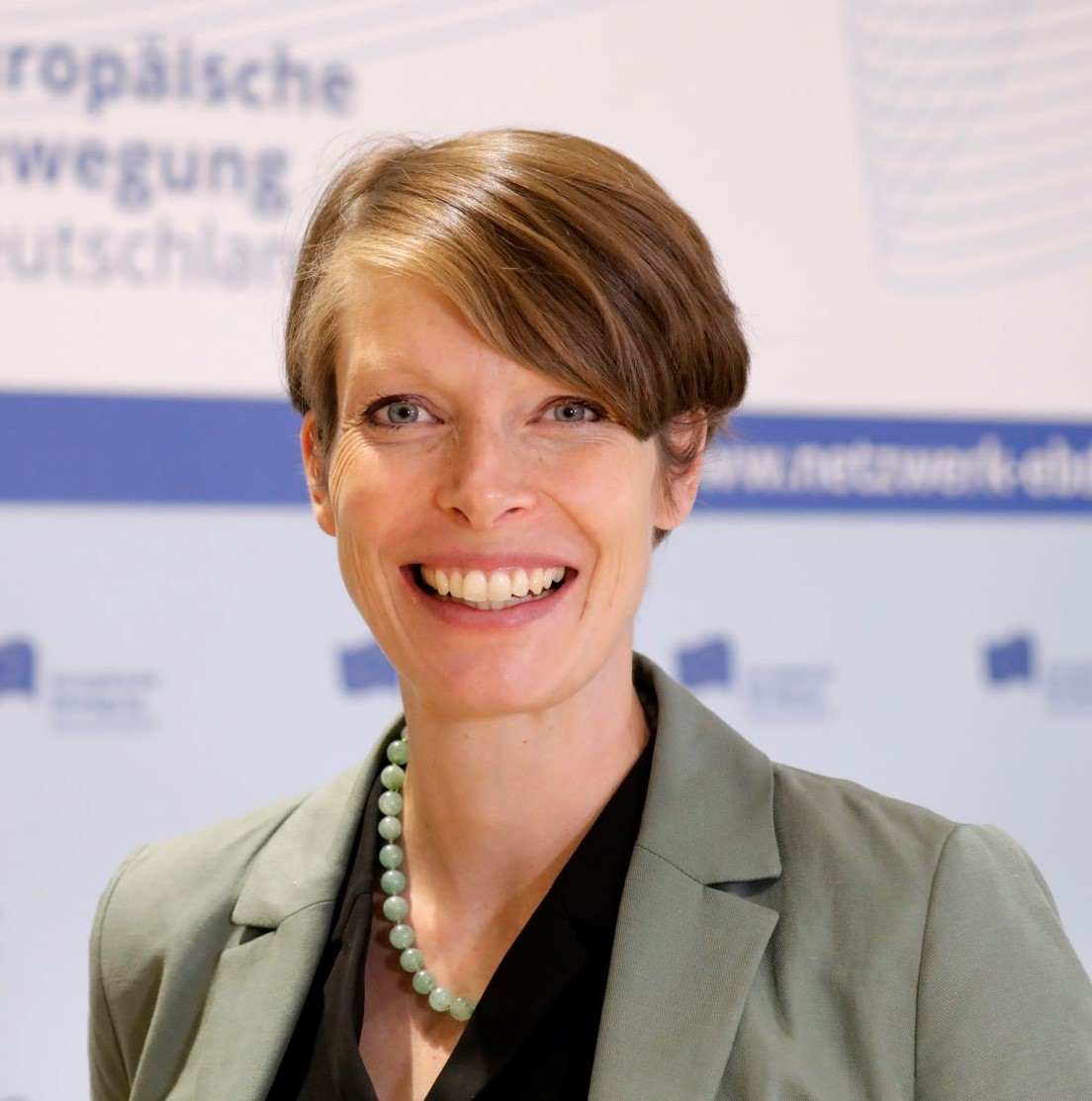
Linn Selle, 2021

Linn Selle (née le 5 septembre 1986 à Havixbeck) est présidente du Mouvement européen-Allemagne.

## Biographie

### Formation
Après avoir obtenu son baccalauréat en 2005 à la Anne-Frank-Gesamtschule de Havixbeck et une licence en sciences politiques de l'Université de Bonn et de Sciences Po Paris, Selle a suivi le master en études européennes à l'Université européenne Viadrina. En 2017, elle obtient un doctorat en philosophie sous la direction de son directeur de thèse Timm Beichelt sur le rôle du Parlement européen et du Bundestag allemand dans les négociations du cadre financier pluriannuel 2014-2020 de l'UE .

### Carrière professionnelle
Depuis juin 2021 Linn Selle travaille en tant que chef de l'unité Europe à la représentation du Land de Rhénanie-du-Nord-Westphalie auprès de l'État fédéral. Auparavant, Selle travaillait à la Verbraucherzentrale Bundesverband (VZBV) à Berlin-Kreuzberg en tant que chargée de la politique commerciale internationale.

### Politique européenne
Linn Selle est présidente du Mouvement européen Allemagne depuis le 2 juillet 2018. Dans le cadre de ses fonctions, Selle s'exprime régulièrement sur les questions d'actualité européenne, notamment sur Phoenix, hart aber fair ou encore Maybrit Illner.
En tant que bénévole, Selle s'est d'abord engagée dans la politique de la jeunesse et la politique associative en matière de politique européenne. À partir de 2010, elle a été active au sein du comité directeur fédéral des Jeunes Européens Fédéralistes d'Allemagne (JEF Allemagne), de 2012 à 2014 en tant que vice-présidente fédérale et de juin 2013 à novembre 2014, elle a exercé les fonctions de secrétaire fédérale. Pour son engagement au sein des JEF Allemagne, Linn Selle a été récompensée par le prix Frauen Europas 2014. La même année, Selle est devenue bénévole au sein du comité directeur du Mouvement européen Allemagne et a été membre du comité directeur de la Europa-Union Allemagne de mai 2017 à mars 2019. Linn Selle a fait sensation en avril 2014 lorsqu'elle a lancé une pétition en ligne pour que le duel télévisé paneuropéen entre tous les principaux candidats européens au poste de président de la Commission européenne soit diffusé sur les chaînes allemandes de droit public ARD et ZDF.